# Eugène Lavieille
Pour les autres membres de la famille, voir Famille Lavieille.
Eugène Lavieille, né le 29 novembre 1820 à Paris où il est mort le 8 janvier 1889, est un peintre français.

## Biographie
Né d'un père tapissier à façon, et frère cadet du futur graveur sur bois Jacques Adrien Lavieille (1818-1862), Eugène Lavieille commence à travailler comme peintre décorateur. Attiré cependant par l'art, il se présente en 1841 à l’atelier de Corot, qui l’accepte, et dont il devient un des meilleurs et plus fidèles élèves, et, plus tard, un ami. Eugène Lavieille se consacre bientôt exclusivement à la peinture. Il se marie en 1847. Sa femme étant morte en 1848, peu après la naissance de leur fils Adrien, il se remarie en 1852 et poursuit sa nouvelle carrière malgré les difficultés financières.
Amoureux de la nature, il peint en extérieur, sur le motif, et par tous les temps. Les sujets de ses tableaux sont les arbres, les forêts, les champs et les étangs, les fermes et les rues des hameaux, les bords de rivière, les bateaux sur la grève et les côtes plates de la région de Berck, certains sites comme le château de Pierrefonds (Oise), La Ferté-Milon. Il évoque la vie de la campagne, les paysans travaillant dans les champs ou conduisant des troupeaux, des vaches en train de paître ou traversant un gué, des biches et des chevreuils dans les bois. Il peint en hiver, ou la nuit, et on fera de lui un peintre des cieux tristes et de la neige, car, effectivement, il a un art remarquable pour rendre cette atmosphère des mois de décembre et de janvier, les arbres dépouillés, les cieux gris et les éclairages si particuliers de cette époque de l’année, et un peintre des nuits, car il capte de façon saisissante les lumières de la nuit. Mais il peint aussi le printemps, les arbres en fleurs, les cieux bleus et clairs que parcourent de légers nuages. Sa palette est en fait très large, et très variée, évoluant au fil des années, et ses tableaux peuvent être très lumineux. Il faut aussi s'arrêter sur ses dessins, de grande qualité, de grande sûreté de trait, réalisés avec beaucoup de finesse.
Vers 1847, Eugène Lavieille peint avec le Groupe de L'Isle-Adam. En 1852, il vient habiter à Barbizon, où il demeure environ quatre ans, et participe au mouvement très riche de l’École de Barbizon. Par la suite, il va peindre à La Ferté-Milon et ses environs, où il vit de 1856 à 1859 (et où il retournera), Ville-d'Avray, dans le Perche en Normandie, sur la côte basque, en Seine-et-Marne près de Moret-sur-Loing et à la fin de sa vie à Courpalay. Il peint aussi à Montmartre, dès 1848, où il reviendra et s’installera.
Il est en relation étroite avec les peintres de son époque : en dehors de Corot, avec Jean-François Millet, Théodore Rousseau, Charles-François Daubigny, Diaz de la Peňa, Constant Troyon, Jules Dupré, Félix Ziem, Antoine Chintreuil, Léon Brunel-Rocque, Frédéric Henriet, Honoré Daumier, et avec l’homme de lettres Charles Asselineau, avec les photographes Nadar et Étienne Carjat, qui tous les deux feront un portrait de lui.
Sa première participation au Salon remonte à 1844. Par la suite, il participe à de très nombreux Salons, ou expositions, notamment en province. Un certain nombre de ses tableaux sont acquis, de son vivant ou ultérieurement, par l’État ou des collectivités, et sont désormais dans des musées de la région parisienne ou de province (Marseille, Lille, Moulins, Dijon, Nantes, Melun, Guéret, Alençon, Rouen, Grenoble), et à l'étranger (Cambridge, Metropolitan Museum of Art de New York). Des critiques d’art comme Charles Baudelaire et Théophile Gautier s’intéresseront de plus en plus à lui, et il est de plus en plus reconnu. Ainsi, il est nommé chevalier de la Légion d'honneur en 1878, après l'exposition de La Nuit à La Celle-sous-Moret, tableau qui sera acquis par l'État, conservé au musée de Melun. Il vit de la vente de ses tableaux, notamment lors de ventes qu’il organise.
Il paiera toutefois de sa santé le fait d’avoir peint à l’extérieur quel que soit le climat, et ses conditions de vie difficiles, et il meurt en 1889. À sa mort, il reste encore dans son atelier plus de deux cents tableaux, une part en fait de toute son œuvre, qui est très vaste.
Sa vocation de peintre sera poursuivie par deux de ses enfants, son fils Adrien Lavieille (1848-1920), peintre paysagiste comme lui, sa fille Marie Ernestine, née en 1852, mariée plus tard au sculpteur Charles Georges Ferville-Suan, et ultérieurement sa petite-fille Andrée Lavieille.
Il est inhumé au cimetière Saint-Vincent de Montmartre, dans la 12e division.

## Distinction
Eugène Lavieille est nommé chevalier de l'ordre national de la Légion d'honneur par décret du 11 juillet 1878.

## Collections publiques

### En France
- Alençon, musée des beaux-arts et de la dentelle : Nuit d’été, à Moret-sur-Loing (Salon des artistes français, 1885)
- Musée départemental de l'École de Barbizon : Barbizon sous la neige durant l’hiver 1855[4]
- Beauvais, musée départemental de l'Oise : La Gorge-aux-Loups (Forêt de fontainebleau)[5],[6]
- Musée des beaux-arts de Carcassonne : Vue de la Rocher-Brûlée (forêt de Fontainebleau)[7]
- Chantilly, musée Condé[8] :
  - Fontainebleau : bouleaux et pins, 1873[9]
  - Fontainebleau : cerf au repos sous une futaie, 1873[9]
- Chamarande, Archives départementales, Conseil général de l'Essonne : Vue du château de Chamarande
- Compiègne, musée Antoine Vivenel[10] : Vue du château de Pierrefonds[11]
- Dijon, musée Magnin : Soleil couchant à Précy-à-Mont[12]
- Musée des beaux-arts de Dole :
  - Chemin dans les prés[13]
  - Lavoir sous les arbres, automne[14]
  - Le village en automne[15]
- Collection de la Ville de Fontainebleau :
  - Mare dans la forêt[16]
  - Matinée de mai, forêt de Fontainebleau, Salon de 1877[16]
  - Les Dénicheurs[16]
- Musée de Grenoble : La nuit à Courpalay, Salon de 1888[17]
- Musée de la Sénatorerie de Guéret : Les Fougères, forêt, Salon de 1870
- La Ferté-Milon, musée Jean-Racine : Vue de La Ferté-Milon[18]
- Palais des beaux-arts de Lille : Vue prise au plateau de Bellecroix, Salon de 1850
- L'Isle-Adam, musée Louis Senlecq : La carrière de L’Isle-Adam[19]
- Musée des beaux-arts de Marseille :
  - Effet de soleil couchant
  - Les dernières Lueurs du soleil
- Musée de Melun : La Nuit à La Celle-sous-Moret, Salon de 1878[20]
- Montauban, musée Ingres : L’aurore[21]
- Musée de Moulins : La pointe de l’île Saint-Ouen
- Musée d'arts de Nantes :
  - Une Soirée de septembre dans la forêt de Fontainebleau, Salon de 1874
  - Un Soir d’hiver, Salon de 1875
- Musée d'art et d'histoire de Narbonne : Vaches traversant un gué, le soir, Salon de 1869[22]
- Musée des beaux-arts d'Orléans : L’Entrée du bois de Voré au Libero (Orne)
- Paris, musée Carnavalet : Vue de Montmartre en 1848[23]
- Riom, musée Mandet : L'Automne, souvenir de Normandie, Salon de 1865
- Musée des beaux-arts de Rouen : Lever de lune (Une crue de la Corbionne à Bretoncelles, Orne), Salon de 1881
- Musée du Domaine départemental de Sceaux : La Plaine de Saint-Ouen et de Saint-Denis vue de l'atelier du peintre, rue Sainte Rustique Montmartre, 1864[24]
- Musée des beaux-arts de Troyes : Paysage
- Musée des beaux-arts de Valence : Jeune homme devant un poële[25]

### Aux États-Unis
- Cambridge, Fitzwilliam Museum : Sur les Quais de la Seine à Lévy, 1884[26],[27]
- New York, Metropolitan Museum of Art : Le Village de La Celle-sous-Moret[28],[29]

## Salons
- Salons
  - 1844 : Paysage, site de Fontainebleau
  - 1845 : Vue prise à Radepont, dans la vallée de l'Andelle (Eure)
  - 1848: Un soir : souvenir de la vallée de l'Andelle, Radepont (Eure) ; Verger, vue prise à Tancarville (Seine-Inférieure) ; Cabane de pêcheur, vue prise à Tancarville (Seine-Inférieure)
  - 1849 : Un soir (18 décembre 1848) ; Après l'orage; souvenir de Fontainebleau ; Vue prise au plateau de Marlotte
  - 1850 : Vue prise au plateau de Belle-Croix (forêt de Fontainebleau) ;  Hangar à Savigny-sur-Orge  ; Vue prise au carrefour de l'Épine (forêt de Fontainebleau) ; Vue prise à Montmartre ; Étude; Gorge-aux-Loups (Fontainebleau)
  - 1852 : Intérieur de forêt; vue prise à Fontainebleau
  - 1853 : Entrée de Barbizon par la porte aux Vaches; forêt de Fontainebleau ; Intérieur de cour à Barbizon, près Fontainebleau
  - 1855 : Barbizon; paysage ; Barbizon; janvier 1855
  - 1857 : Soleil couchant; une crue en décembre ; Paysage; après-midi
  - 1859 : Un soir aux étangs de Bourcq (Aisne) ; L'étang et la ferme de Bourcq: lisière de la forêt de Villers-Cotterets (Aisne) ; Le hameau de Buchez; route de La Ferté-Milon à Longpont (Aisne) ; Les ruines du château de La Ferté-Milon ; À Précy-à-Mont (Oise)
  - 1861 : Une matinée des premiers jours de mai, lisière de forêt à Villers-Cotterets ; Octobre. La route de Waban à Berck (Pas-de-Calais) ; Décembre. Les derniers rayons à Précy-à-Mont (Oise)
  - 1863 : Souvenir de Pierrecourt (Seine-Inférieure) ; Une soirée d'octobre à Lardy (Seine-et-Oise)
  - 1864 : Matinée d'avril; souvenir d'un bois près La Ferté-Milon (Aisne) ; Soirée de janvier; souvenir du chemin de Pierrecourt à Nelle-Normandeuse
  - 1865 : Le printemps; souvenir des environs de La Ferté-Milon (Aisne) ; L’automne; souvenir de Normandie
  - 1866 : La pointe de l'île Saint-Ouen; effet du soir
  - 1868 : La route de Waban par un temps de neige ; Les bouleaux
  - 1869 : La fenaison; matin ; Vaches traversant un gué, le soir. Souvenir des marais de la Bresle, à Nesle
  - 1870 : Pacage normand ; Les fougères; forêt ; Pierrefonds en 1858, côté ouest; aquarelle ; Pierrefonds en 1858, côté nord; aquarelle
  - 1872 : La moisson à l'heure de midi
  - 1873 : Crépuscule, en hiver, à Arsy (Oise)
  - 1874 : Le château de Chamarande (Seine-et-Oise) ; Une soirée de septembre dans la forêt de Fontainebleau
  - 1875 : Un soir d'hiver
  - 1876 : L'aurore ; Le crépuscule
  - 1877 : Une matinée de mai; - forêt de Fontainebleau
  - 1878 : La nuit; - La Celle-sous-Moret-sur-Loing (Seine-et-Marne)
  - 1879 : Bouleaux au rocher Besnard; - forêt de Fontainebleau ; La Maison-Rouge, au Perreux (Seine)
  - 1880 : Une nuit d'octobre, sur le pont de la Corbionne, à Moustiers-au-Perche (Orne) ; Au Libero (Perche)
- Salon des artistes français
  - 1881 : Crue de la Corbionne à Bretoncelles (Orne)
  - 1882 : Entrée de la forêt de Voré au Libéro (Orne); automne ; Les Sablons près Moret-sur-Loing (Seine-et-Marne); la nuit
  - 1885 : Nuit d'été, à Moret-sur-Loing
  - 1886 : L'hiver; - montée des Coulineries au Libero; - Moutiers-au-Perche
  - 1888 : La nuit; - à Courpalay (Seine-et-Marne) ; Le repos de la terre; - premières neiges, à Courpalay (Seine-et-Marne)
  - 1889 : Entrée de la forêt de Voré, par le Libero (Orne)
- Exposition universelle
  - 1855 : Barbizon, paysage ; Barbizon, janvier 1855
  - 1862 (Londres) : Effet de neige à Pierrecourt (Seine-Inférieure)
  - 1867 (Paris) : Souvenir de Pierrecourt (Seine-Inférieure); effet de neige ; Souvenir de l’inondation de 1862
  - 1878 (Paris) : L'aurore ; Le crépuscule ; Une matinée de mai; - forêt de Fontainebleau
- Salon à Dijon[30]
  - 1858 : Paysage, une crue en décembre
- Salon à Lille
  - 1866 : Vue prise à La Ferté-Milon ; Matinée de juin
- Salon à Lyon[31]
  - 1855-1856 : Barbizon, paysage
  - 1858 : Paysage, une crue en décembre
  - 1866 : Paysage
- Salon à Marseille[32]
  - 1859 : Paysage
  - 1865 : Le printemps; souvenir de La Ferté-Milon

## Prix
- 1849 : médaille de 3e classe (Le Salon)
- 1864 : rappel de médaille (Le Salon)
- 1870 : rappel de médaille, et placé hors-concours (Le Salon)

## Élèves
- Eugène Berthelon[33]
- Jacques Alfred Brielman[34]
- Marie Ernestine Lavieille
- Émile-Justin Merlot[33]
- Léon Michelez
- Edmond-Adolphe Rudaux[34]
- Friedrich Albert Schmidt[35]

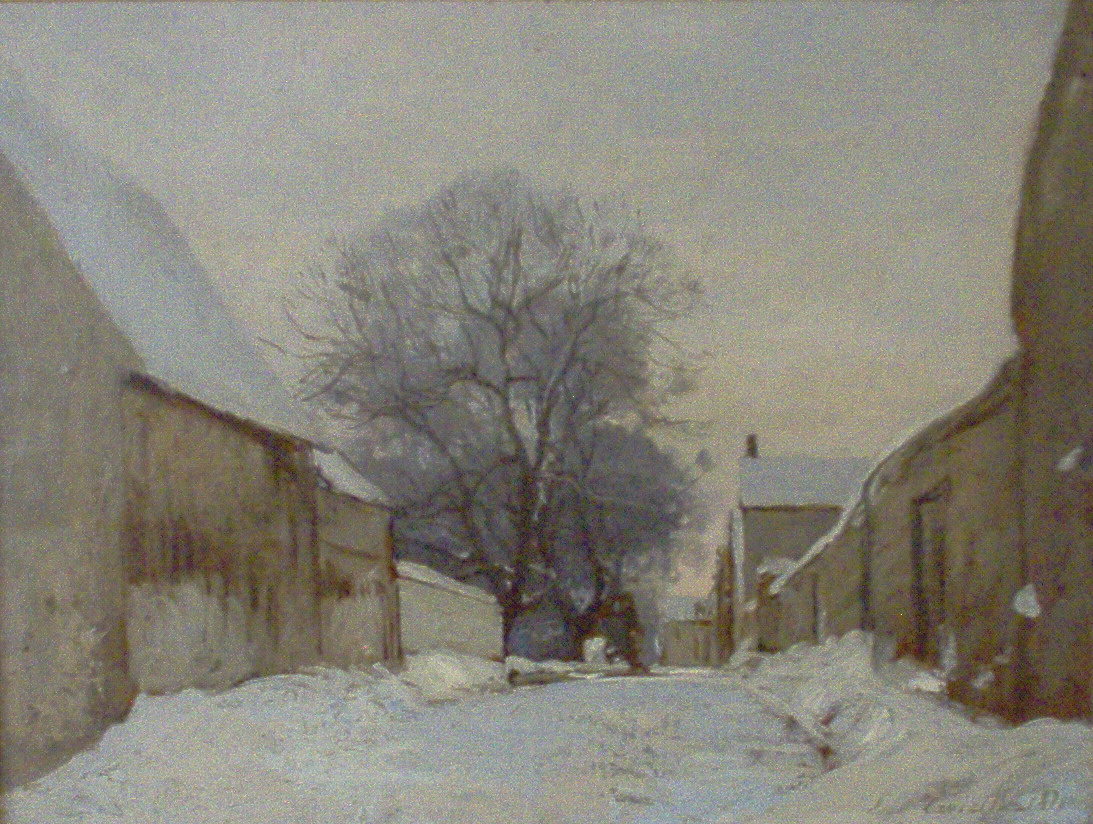
Paysage de neige, 1871.
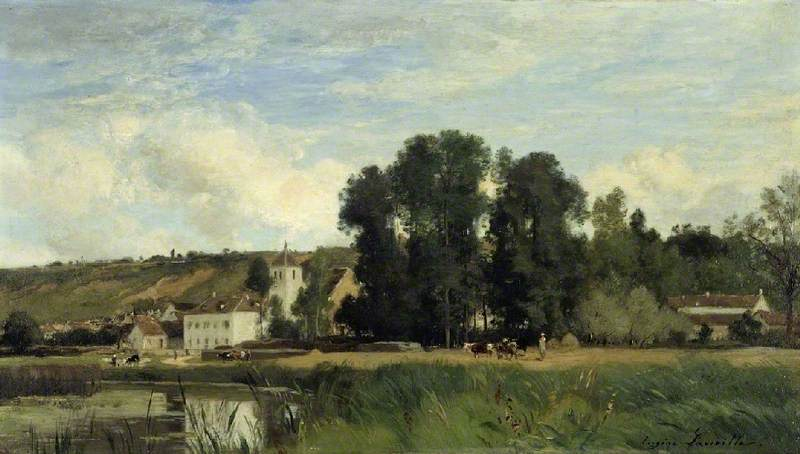
Sur les bords de Seine à Lévy, 1884.
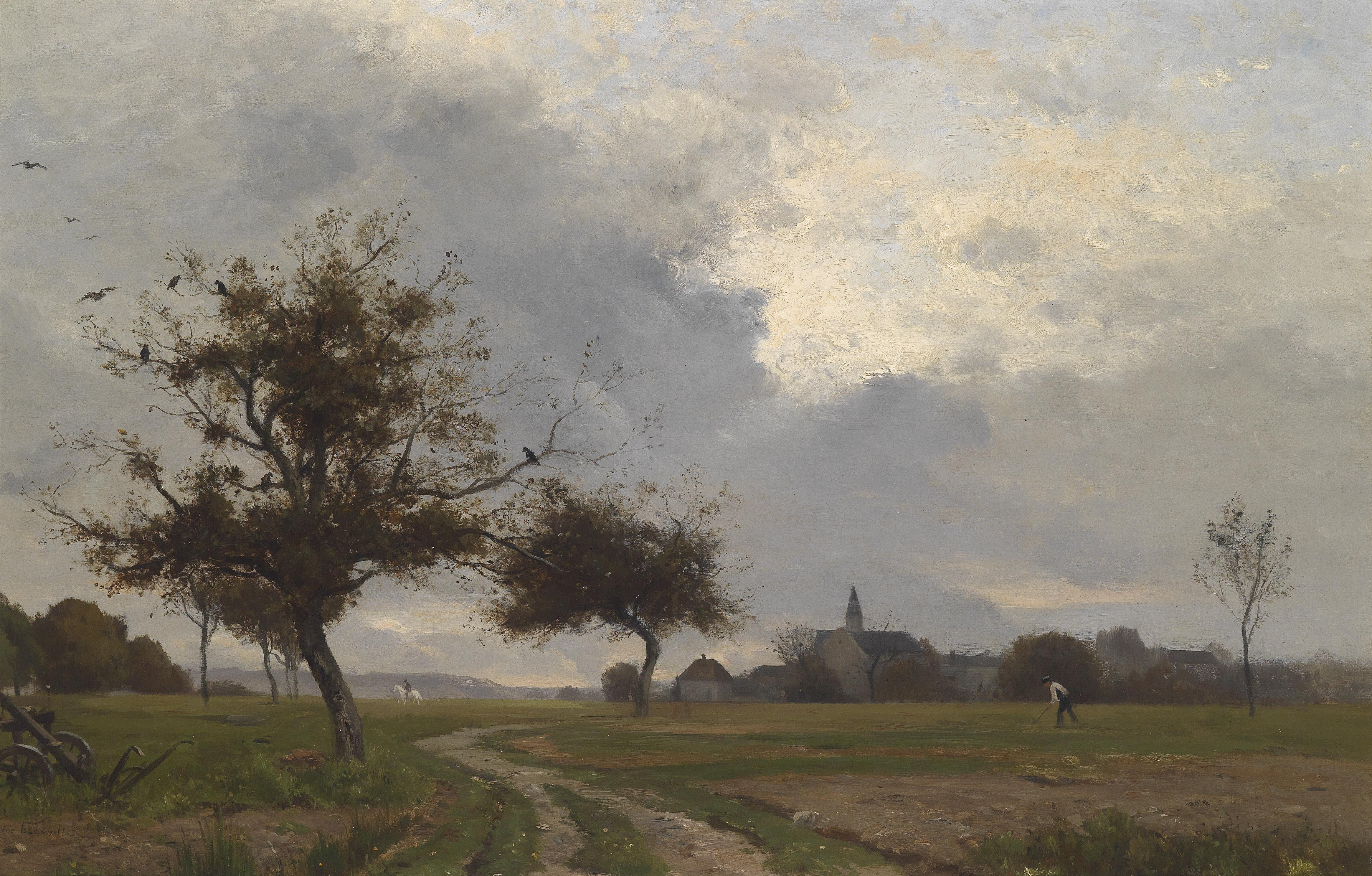
1889.

### Iconographie
- Autoportrait, 1883, fusain

A-M. de Bélina, Nos peintres dessinés par eux-mêmes, E. Bernard et Cie imprimeurs-éditeurs, 1883, p. 476.